# Bullet for My Valentine

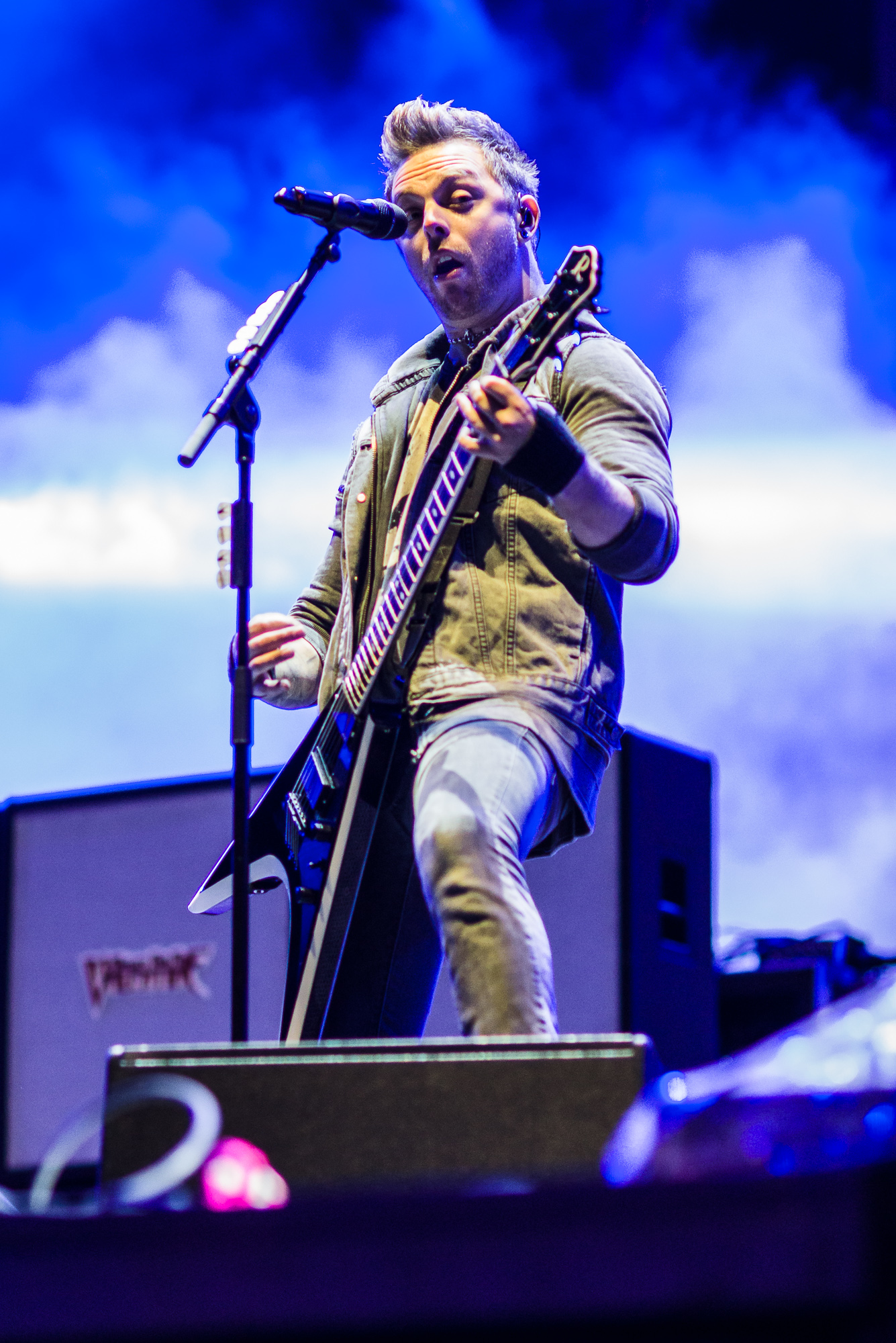
Matthew „Matt” Tuck podczas festiwalu Ursynalia 2013.

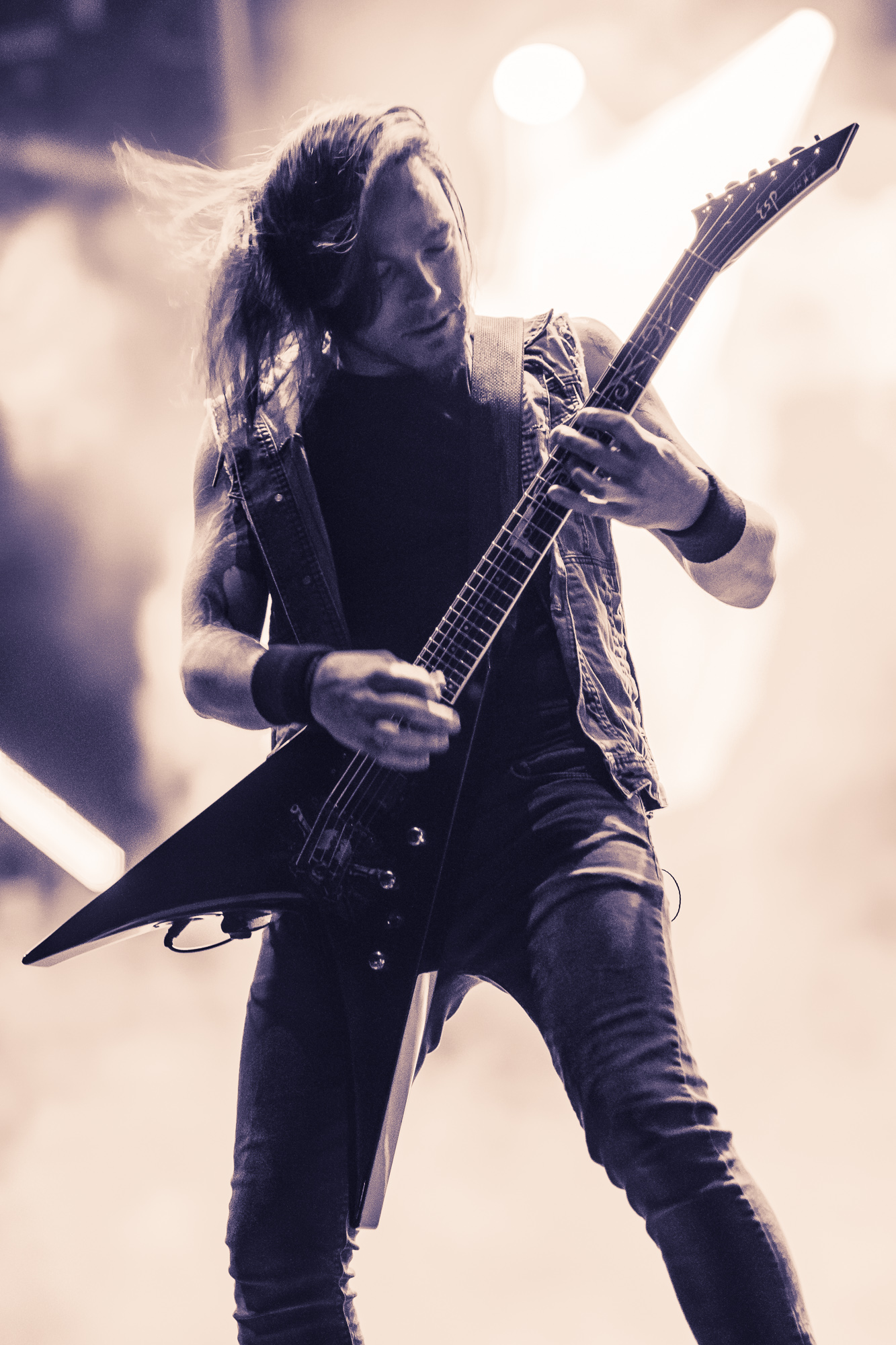
Michael „Padge” Paget podczas festiwalu Ursynalia 2013.

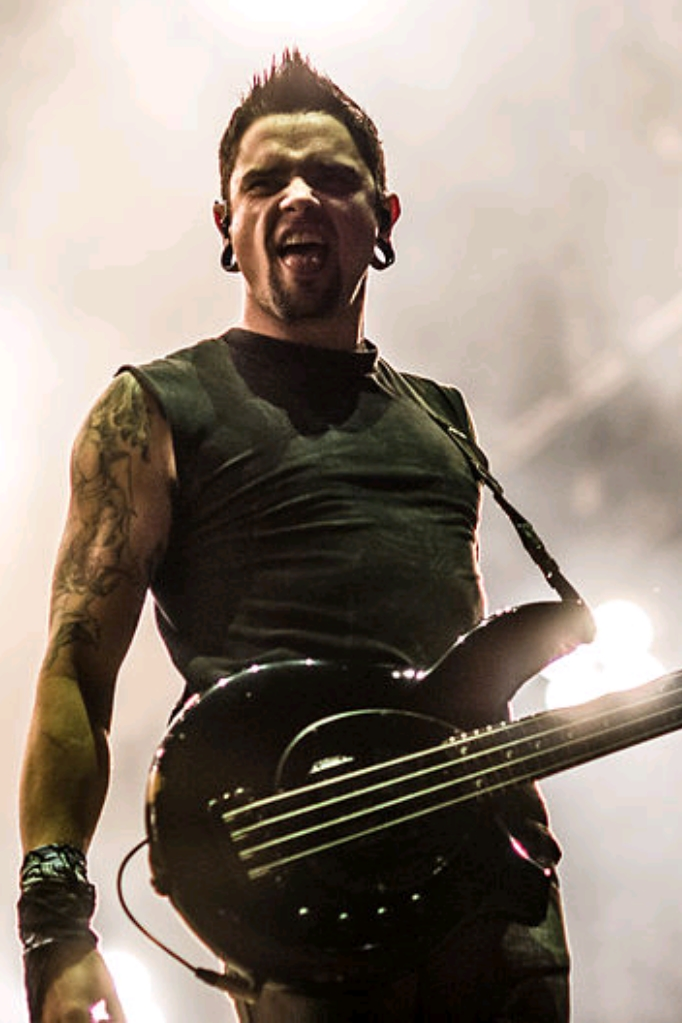
Jason „Jay” James podczas festiwalu Ursynalia 2013.

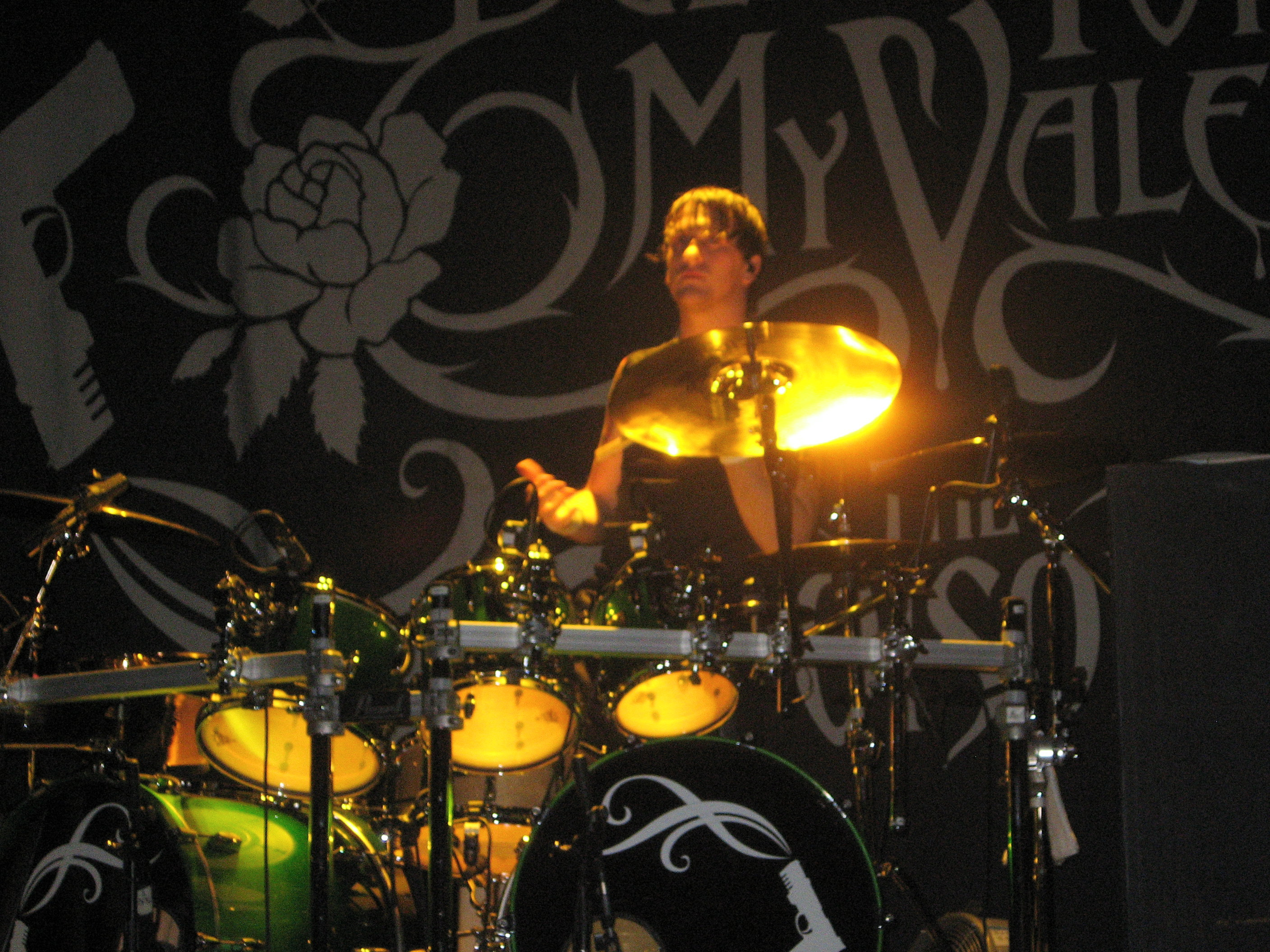
Michael „Moose” Thomas, 2007

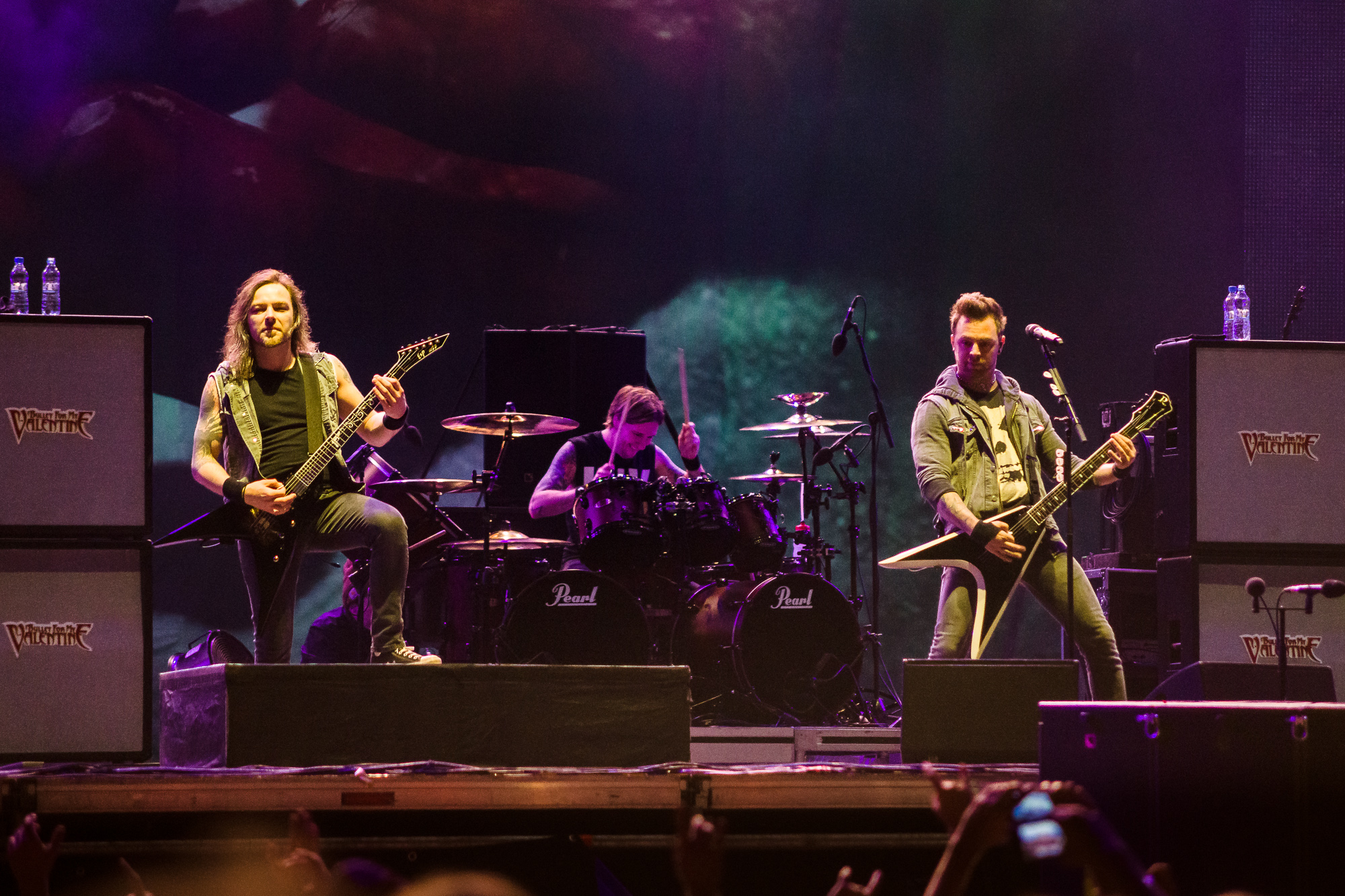
Zespół Bullet for My Valentine podczas festiwalu Ursynalia 2013.

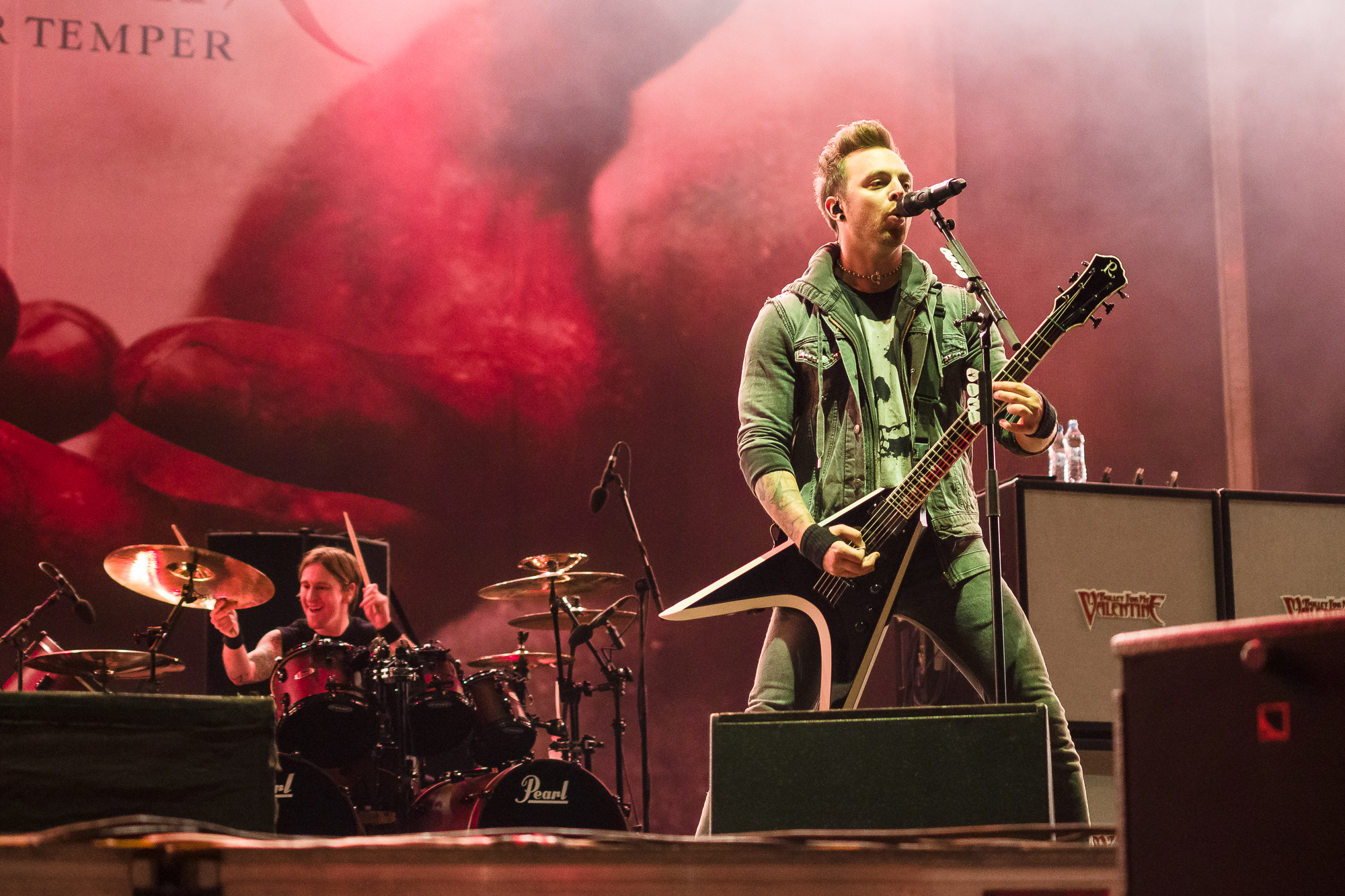
Matthew „Matt” Tuck i Michael „Moose” Thomas podczas festiwalu Ursynalia 2013.

Bullet for My Valentine – walijska grupa wykonująca muzykę z gatunku metalcore. Powstała w 1998 roku w Bridgend.

## Historia

### 1998–2003
Zespół Bullet For My Valentine powstał z inicjatywy gitarzysty i wokalisty Matthew Tucka, gitarzysty Michaela Pageta i perkusisty Michaela Thomasa w 1998 w Bridgend nieopodal miasta Cardiff na południu Walii. Grupa początkowo występowała pod nazwą Jeff Killed John. W 2002 roku członkowie zespołu podpisali umowę z Sony BMG na wykonywanie 5 albumów.

### 2003–2010
Po zmianie nazwy zespołu grupa wydała pierwsze EP zatytułowane Bullet for My Valentine w Wielkiej Brytanii 15 listopada 2004 w wytwórni Visible Noise, oraz w USA 30 listopada 2004 w wytwórni Trustkill Records, jednakże ten krążek zawierał jedynie kilka nagranych piosenek. W ramach promocji obu EP został nakręcony teledysk do piosenki „Hand of Blood”. Piosenka ta znalazła się także na kompilacji wytwórni Trustkill zatytułowanej Trustkill Takeover. 28 marca 2005 zostało wydane „4 Words (To Choke Upon)” na winylu w limitowanej edycji w liczbie 1000 egzemplarzy. Kolejne EP, Hand of Blood, zostało wydane 22 sierpnia 2005 przez Trustkill Records w USA jako album ze zwiększoną liczbą utworów. Grupa została nagrodzona za nie przez Kerrang!'s Best British Newcomer Award. Pierwszym singlem z albumu był „Suffocating Under Words of Sorrow (What Can I Do)”, wydany 19 września 2005. 3 października 2005 w brytyjskich sklepach pojawił się debiutancki album The Poison. Po nagraniu obydwu albumów Nick Crandle odszedł z zespołu, a na jego miejsce przyszedł nowy basista Jason James.
W roku 2007 Bullet For My Valentine pracowało także nad krążkiem pod tytułem Rare Cuts, w którym muzycy grali piosenki znane z zespołów, które były wykonywane dawniej takie jak Metallica czy Pantera, a także utwory bonusowe pochodzące z reedycji wydanego w USA krążka o nazwie The Poison. Płyta ta nie znalazła się na ogólnoświatowym rynku, jednakże nagrano ją tylko na rynek japoński. W 2008 roku kolejna płyta o nazwie Scream, Aim, Fire wydana w styczniu również cieszyła się zarówno dużą popularnością jak jego poprzednik The Poison, przy czym zespół wznowił swoją aktywność we wzięciu udziału w festiwalach. Album ten znalazł się też w pierwszej piątce w rankingu najlepszego albumu w USA, Wielkiej Brytanii, Australii, Austrii, Niemczech i Japonii. Po zakończeniu sezonu na wyjazd na koncerty muzycy wrócili do studia nagraniowego w celu zatrudnienia Dona Gilmore’a, który wcześniej był producentem zespołu Linkin Park, aby prowadził w tym zespole sesje nagraniowe, po czym wraz z nim nagrano trzecią płytę studyjną o nazwie Fever wydaną 26 kwietnia 2010, w której piosenki miały bardziej charakterystyczne brzmienie niż u tamte z poprzednich płyt. Album Fever podobnie jak jego poprzednik Scream Aim Fire znalazł się po raz kolejny w rankingu Top 5 w tamtych krajach, włączając też Finlandię.

### 2010–2015
W roku 2012 Matthew Tuck postanowił przerwać nagranie z projektem AxeWound, jednakże miał chęć powrócić do zespołu w celu wydania kolejnej płyty, która się nazywała Temper Temper. Wyszła ona na rynek 12 lutego 2013 roku, jednak z innym wydawcą – RCA Records, gdyż nad trzema pierwszymi pracowało wydawnictwo Jive Records.
14 sierpnia 2015. roku zespół wydał, pod flagą RCA Records, piąty album studyjny, Venom. Album ten, pod względem charakteru dźwięku, jest swoistym krokiem w stronę powrotu muzyków do korzeni dźwięku zespołu.

## Muzycy
| Obecny skład zespołu - Matthew „Matt” Tuck – wokal, gitara rytmiczna (od 1998) - Michael „Padge” Paget – gitara prowadząca, wokal wspierający (od 1998) - Jason Bowld – perkusja (od 2017) - Jamie Mathias – gitara basowa (od 2015) Byli członkowie zespołu - Nick Crandle – gitara basowa (1998–2003) - Jason „Jay” James – gitara basowa, wokal (2003–2015) - Michael „Moose” Thomas – perkusja (1998–2017) |

Oś czasu

## Dyskografia

### Albumy studyjne
| Rok                             | Tytuł                                                                         | Pozycja na liście | Pozycja na liście | Pozycja na liście | Pozycja na liście | Pozycja na liście | Pozycja na liście | Pozycja na liście | Pozycja na liście | Pozycja na liście | Pozycja na liście | Pozycja na liście | Sprzedaż                          | Certyfikat               |
| Rok                             | Tytuł                                                                         | USA               | UK                | AUS               | AUT               | FIN               | FRA               | GER               | JPN               | NZ                | SWE               | SWI               | Sprzedaż                          | Certyfikat               |
| ------------------------------- | ----------------------------------------------------------------------------- | ----------------- | ----------------- | ----------------- | ----------------- | ----------------- | ----------------- | ----------------- | ----------------- | ----------------- | ----------------- | ----------------- | --------------------------------- | ------------------------ |
| 2005                            | The Poison - Data: 3 października 2005 - Wydawca: Jive Records                | 128               | 21                | –                 | 43                | –                 | –                 | 25                | 37                | –                 | –                 | –                 | - USA: 500 000 - Świat: 1 000 000 | - UK: złoto              |
| 2008                            | Scream, Aim, Fire - Data: 28 stycznia 2008 - Wydawca: Jive Records            | 4                 | 5                 | 4                 | 3                 | 8                 | 38                | 3                 | 15                | 29                | 5                 | 18                | - USA: 360 000 - Świat: 1 000 000 | - UK: złoto - AUS: złoto |
| 2010                            | Fever - Data: 27 kwietnia 2010 - Wydawca: Jive Records                        | 3                 | 5                 | 5                 | 2                 | 3                 | 25                | 3                 | 8                 | 9                 | 14                | 7                 | - Świat: 500 000                  |                          |
| 2013                            | Temper Temper - Data: 12 lutego 2013 - Wydawca: RCA Records                   | 13                | 11                | 4                 | 3                 | 5                 | 51                | 5                 | 17                | 14                | 19                | 9                 |                                   |                          |
| 2015                            | Venom - Data: 15 sierpnia 2015 - Wydawca: RCA Records                         | 8                 | 3                 | 1                 | 2                 | 4                 | 42                | 2                 | 9                 | 8                 | 46                | 1                 |                                   |                          |
| 2018                            | Gravity - Data: 29 czerwca 2018 - Wydawca: Spinefarm Records                  |                   | 13                | 10                |                   | 12                |                   | 7                 |                   |                   | 47                |                   |                                   |                          |
| 2021                            | Bullet For My Valentine - Data: 5 listopada 2021 - Wydawca: Spinefarm Records |                   |                   |                   |                   |                   |                   |                   |                   |                   |                   |                   |                                   |                          |
| „ –” pozycja nie była notowana. |                                                                               |                   |                   |                   |                   |                   |                   |                   |                   |                   |                   |                   |                                   |                          |

### Minialbumy
| 2004                            | Bullet for My Valentine - Data: 15 listopada 2004 - Wydawca: Visible Noise               | 186 | –  |
| 2005                            | Hand of Blood - Data: 22 sierpnia 2005 - Wydawca: Trustkill Records                      | 101 | 65 |
| 2006                            | Hand of Blood: Live at Brixton - Data: 20 października 2006 - Wydawca: Trustkill Records | –   | 91 |
| 2007                            | Rare Cuts - Data: 8 sierpnia 2007 - Wydawca: Trustkill Records                           | –   | –  |
| „ –” pozycja nie była notowana. |                                                                                          |     |    |

### Single
| 2005                            | „4 Words (To Choke Upon)”                           | 40  | 1  | –  | –  | –  | –  | –  | –   | –  | –  | The Poison      |
| 2005                            | „Suffocating Under Words of Sorrow (What Can I Do)” | 37  | 1  | –  | –  | –  | –  | –  | –   | –  | –  | The Poison      |
| 2006                            | „All These Things I Hate (Revolve Around Me)”       | 29  | 1  | –  | 16 | 39 | 38 | –  | –   | 13 | 30 | The Poison      |
| 2006                            | „Tears Don’t Fall”                                  | 37  | 1  | –  | 17 | 47 | –  | –  | –   | 24 | 32 | The Poison      |
| 2007                            | „Scream Aim Fire”                                   | 34  | 1  | –  | –  | 58 | –  | 49 | –   | 16 | 26 | Scream Aim Fire |
| 2008                            | „Hearts Burst into Fire”                            | 66  | 1  | –  | –  | 99 | –  | –  | –   | 22 | –  | Scream Aim Fire |
| 2008                            | „Waking the Demon”                                  | –   | 1  | –  | –  | –  | –  | –  | –   | 39 | –  | Scream Aim Fire |
| 2010                            | „Your Betrayal”                                     | 197 | 10 | –  | –  | 24 | –  | –  | 125 | 5  | 25 | Fever           |
| 2010                            | „The Last Fight”                                    | 92  | 2  | 85 | –  | –  | –  | –  | –   | –  | –  | Fever           |
| 2010                            | „Bittersweet Memories”                              | –   | 7  | –  | –  | –  | –  | –  | –   | 21 | –  | Fever           |
| 2011                            | „Fever”                                             | –   | –  | –  | –  | –  | –  | –  | –   | 28 | –  | Fever           |
| „ –” pozycja nie była notowana. |                                                     |     |    |    |    |    |    |    |     |    |    |                 |

## Wideografia
| Rok  | Tytuł                                                                              |
| ---- | ---------------------------------------------------------------------------------- |
| 2006 | The Poison: Live at Brixton - Data: 30 października 2006 - Wydawca: Sony BMG       |
| 2009 | Scream Aim Fire: Live at London Alexandria - Data: 1 maja 2009 - Wydawca: Sony BMG |

## Teledyski
| Rok  | Tytuł                                               | Reżyseria       |
| ---- | --------------------------------------------------- | --------------- |
| 2005 | „Hand of Blood”                                     | Dan Fernbach    |
| 2005 | „4 Words (To Choke Upon)”                           | Dan Fernbach    |
| 2005 | „Suffocating Under Words of Sorrow (What Can I Do)” | Scott Wining    |
| 2006 | „All These Things I Hate (Revolve Around Me)”       | Scott Wining    |
| 2006 | „Tears Don’t Fall”                                  | Tony Petrossian |
| 2007 | „Scream Aim Fire”                                   | Tony Petrossian |
| 2008 | „Hearts Burst Into Fire”                            | Tony Petrossian |
| 2008 | „Waking the Demon”                                  | Max Nichols     |
| 2010 | „The Last Fight”                                    | P.R. Brown      |
| 2010 | „Your Betrayal”                                     | P.R. Brown      |
| 2010 | „Bittersweet Memories”                              | Nigel Dick      |

## Nagrody i wyróżnienia
| Rok  | Kategoria             | Tytułem                 | Nagroda                         | Nota      | Źródło |
| ---- | --------------------- | ----------------------- | ------------------------------- | --------- | ------ |
| 2005 | Best UK Band          | Bullet for My Valentine | Metal Hammer Golden Gods Awards | Nominacja | [ 36 ] |
| 2005 | Best British Newcomer | Bullet for My Valentine | Kerrang! Awards                 | Laur      | [ 37 ] |
| 2006 | Best UK Band          | Bullet for My Valentine | Metal Hammer Golden Gods Awards | Laur      | [ 38 ] |
| 2006 | Best Live Band        | Bullet for My Valentine | Metal Hammer Golden Gods Awards | Nominacja | [ 39 ] |
| 2006 | Album of the Year     | The Poison              | Metal Hammer Golden Gods Awards | Nominacja | [ 39 ] |
| 2006 | Best Single           | „Tears Don’t Fall”      | Kerrang! Awards                 | Laur      | [ 40 ] |
| 2007 | Best U.K. Band        | Bullet for My Valentine | Metal Hammer Golden Gods Awards | Laur      | [ 41 ] |
| 2008 | Best Video            | „Scream Aim Fire”       | Metal Hammer Golden Gods Awards | Nominacja | [ 42 ] |
| 2008 | Best UK Band          | Bullet for My Valentine | Metal Hammer Golden Gods Awards | Nominacja | [ 42 ] |
| 2008 | Best British Band     | Bullet for My Valentine | Kerrang! Awards                 | Laur      | [ 43 ] |
| 2009 | Best British Band     | Bullet for My Valentine | Kerrang! Awards                 | Laur      | [ 44 ] |
| 2010 | Best British Band     | Bullet for My Valentine | Kerrang! Awards                 | Laur      | [ 45 ] |
| 2010 | Best Live Band        | Bullet for My Valentine | Kerrang! Awards                 | Laur      | [ 45 ] |
| 2010 | Best UK Band          | Bullet for My Valentine | Metal Hammer Golden Gods Awards | Laur      | [ 46 ] |